# إنريكي غاميز
إنريكي غاميز (13 يوليو 1981 بإسمرالداس في الإكوادور - ) هو لاعب كرة قدم إكوادوري في مركزي الظهير والدفاع. شارك مع منتخب الإكوادور لكرة القدم. أما مع النوادي، فقد لعب مع برشلونة جواياكويل وليغا دي كيتو ونادي بورتوفيخو وديبورتيفو كوينكا ونادي ماكارا وC.D. Esmeraldas Petrolero ‏ وموشك رونا ‏.

## وصلات خارجية
- إنريكي غاميز على موقع قاعدة بيانات كرة القدم.إي يو (الإنجليزية)
- إنريكي غاميز على موقع Soccerway.com (الإنجليزية)